# Kommittén för finska ärenden
Kommittén för finska ärenden inrättades 1811 i Sankt Petersburg med uppgift att förbereda de frågor gällande Finland som skulle framläggas för kejsaren. Ärendenas föredragning handhades av en statssekreterare, som var finländare. År 1826 upplöstes kommittén och ersattes med statssekretariatet för Finland, men statssekreteraren, som 1834 erhöll titeln ministerstatssekreterare, kvarblev i sina funktioner. Kommittén för finska ärenden återupprättades 1857 och bestod av ministerstatssekreteraren och dennes adjoint samt tre andra ledamöter, av vilka två utsågs av  senaten, den tredje av kejsaren-storfursten. Dess uppgift var att i egenskap av en delegation av senaten representera den finländska regeringen inför storfursten. Den slutliga indragningen av kommittén skedde 1891, men verksamheten fortsattes av statssekretariatet. Ministerstatssekreterarens befogenheter kringskars i takt med de övriga förryskningsåtgärderna; dessutom började ämbetet besättas med ryssar och russifierade finländare (1900–1904 och från 1913). Kommittén för finska ärenden indrogs 1917 (officiellt 1918).

## Ministerstatssekreterare 1811–1918
- Robert Henrik Rehbinder 1811–1841 (statssekreterare till 1834)
- Alexander Armfelt 1841–1876
- Emil Stjernvall-Walleen 1876–1881
- Theodor Bruun 1881–1888
- Casimir Ehrnrooth 1888–1891
- Woldemar Carl von Daehn 1891–1898
- Victor Napoleon Procopé 1898–1899
- Vjatjeslav von Pleve 1900–1904
- Constantin Linder 1905
- August Langhoff 1906–1913
- Vladimir Markov 1913–1917
- Fjodor Roditjev 1917
- Carl Enckell 1917–1918